# Стежару (Кринджень, Телеорман)
Стежару (рум. Stejaru) — село у повіті Телеорман в Румунії. Входить до складу комуни Кринджень.
Село розташоване на відстані 114 км на південний захід від Бухареста, 44 км на захід від Александрії, 84 км на південний схід від Крайови.

## Населення
За даними перепису населення 2002 року у селі проживали 337 осіб, усі — румуни. Усі жителі села рідною мовою назвали румунську.